# حلزونات كروشمان

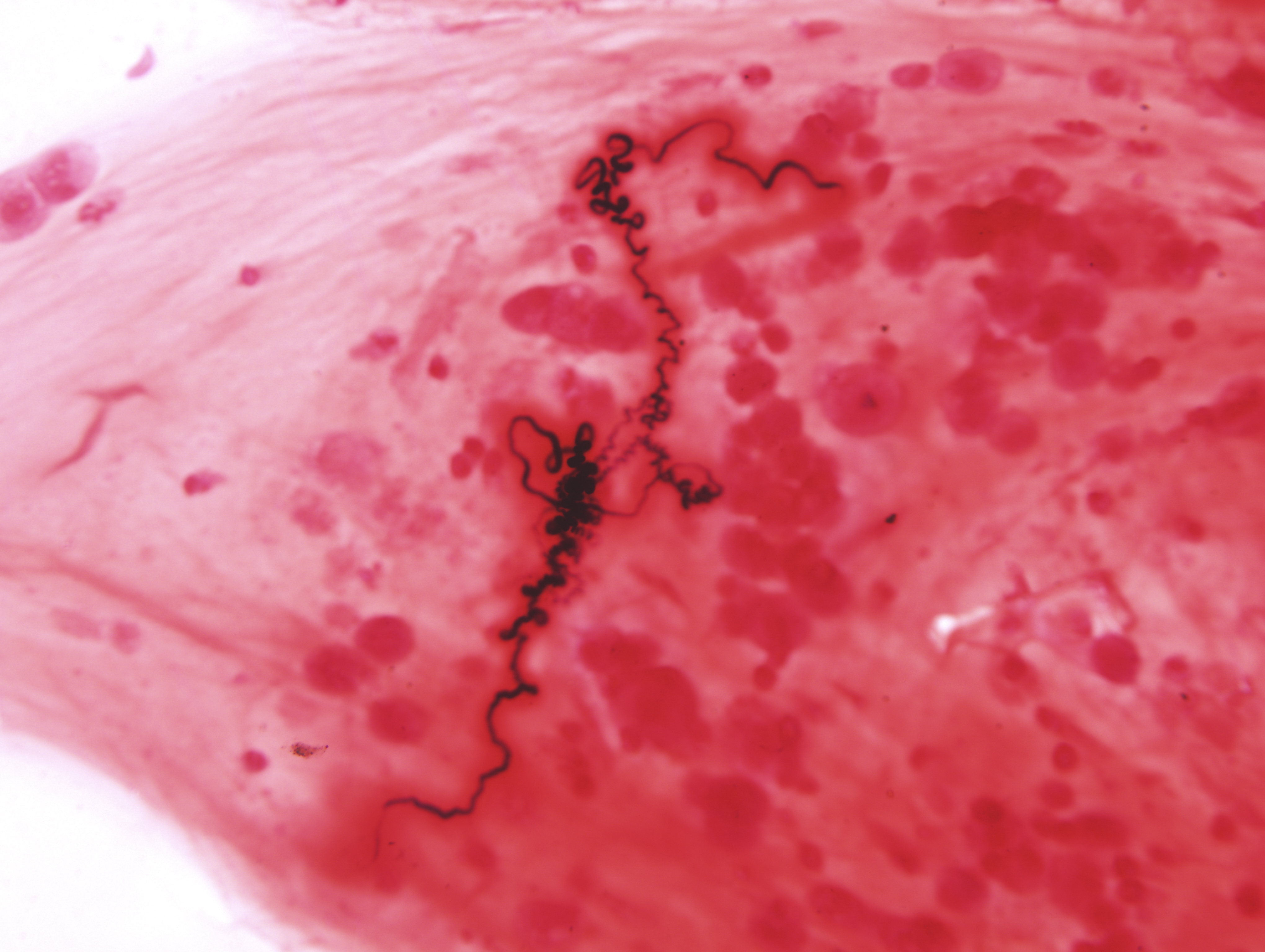
حَلزُونات كروشمان

حَلزُونات كروشمان (بالإنجليزية: Curschmann's spirals)‏ هيَ حَلزونات (لوالب) تَظهر أثناء البَحث المِجهري في عينة بَلغم لِمرضى الرَبو، وَتوصف هذه الحَلزونات على أَنها حَشوة مُخاطية ذات شَكل لَولبي وَطول حَوالي 5-10ملم (من المُمكن أن تمتد إلى أكثر من 2سم) وهيَ ذات نُواة مركزية مُحاطة بِغمد من المُخاط وَحُطام الخَلية، وَتَخرج مِن قَنوات الغُدد المُخاطية تَحت الظِهارية أَو مِن القُصيبات، وَتظهر هذه الحَلزونات في أمراض رئوية مُختلفة.
من المُمكن أَن يُشير مُصطلح حلزونات كروشمان إِلى النَسيج الطِلائي المُقَشر والذي تتم مُشاهدته غالباً في عَينات مرضى الرَبو، وغالباً ما تَتواجد هذه الحلزونات بالتَزامن مع أجسام كريول وَبلورات شاركو - لايدن.
تَمت تَسمية هذه الحلزونات نِسبةً إلى الطَبيب لألماني هاينرش كروشمان (1846-1910).